# Phan Thanh Hưng
Phan Thanh Hưng (sinh ngày 14 tháng 1 năm 1987) là một cầu thủ bóng đá người Việt Nam hiện đang chơi ở vị trí tiền vệ cho câu lạc bộ Câu lạc bộ bóng đá Quảng Nam tại V.League 1 và Đội tuyển quốc gia Việt Nam.. Anh và người anh trai Phan Thanh Phúc đều là cháu ruột của huấn luyện viên Phan Thanh Hùng 